# 中尾銑治
中尾 銑治（なかお せんじ、1935年7月3日 - 2010年1月16日）は、日本の国営競馬および日本中央競馬会 (JRA) に所属した騎手、調教師。調教師時代のおもな管理馬に、1997年の皐月賞、東京優駿を制したサニーブライアンがいる。京都府京都市出身。
長男・俊秀と三男・得治は調教助手、次男・篤吏は装蹄師。それぞれ調教師の中尾謙太郎は実兄、中尾正は実弟、中尾秀正は甥。義兄に騎手・調教師の宮本悳がいる。

## 経歴
1935年、京都競馬場で厩務員をしていた中尾嘉蔵の次男として生まれる。2歳年上の兄に謙太郎、1938年に弟の正が生まれている。1941年末に勃発した太平洋戦争の激化とともに、一時父の実家である奈良県に疎開、その後、父の軍事徴用に伴って妹と共に軍港のあった広島県呉市に移った。同地で終戦を迎えたあとに京都へ戻り、中学校卒業後1953年に騎手候補生として鈴木甚吉厩舎に入った。鈴木は日本のホースマンの祖として一系を成し、武田文吾などを育てた名伯楽であったが、当時すでに病身であり、銑治はその最後の直弟子となった。
翌1954年に鈴木の健康状態が悪化し、兄弟子の武田文吾厩舎へ移籍。1956年2月に武田厩舎から騎手としてデビューした。しかし体重が重かったため数多く騎乗できず、目立った活躍はなかった。騎手生活の後半は父の勧めで関東に移り、1970年に騎手を引退した。通算1122戦75勝。
1973年に調教師免許を取得し、翌1974年に中山競馬場において厩舎を開業した。初出走は同年10月5日福島競馬第3競走のトウフクバンブーで5着、初勝利は1975年1月6日東京競馬第8競走のエリモシャープでのべ30頭目であった。
1982年のアラブ大賞典（秋）をハイロータリーで制して重賞競走初勝利を挙げた。中尾厩舎からデビューし、当時も所属していた大西直宏が騎乗しており、大西にとっても重賞競走初勝利となった。
GI競走には長く縁がなかったが、1997年の皐月賞において、大西騎乗のサニーブライアンが逃げ切り勝ちを収め、GI競走・クラシック競走初制覇を果たした。同馬は続く東京優駿（日本ダービー）も制して二冠を達成し、銑治はダービートレーナーの称号を得た。ダービーでは1987年にサニーブライアンの伯父・サニースワローで2着の経験があり、このときの雪辱ともなった。
ナリタブライアン以来の三冠馬誕生となるか注目されたが、競走後に骨折が判明し、秋の菊花賞を断念、三冠を逃した。同馬はその後、復帰を目指すも新たな故障もあり、そのまま引退となった。
2006年2月に定年により調教師を引退した。調教師としての成績は5122戦350勝。重賞5勝、うちGI競走2勝。謙太郎、正も調教師としてGI競走を制覇している。
2010年1月16日、逝去。74歳没。

## 調教師通算成績
| 通算成績 | 1着 | 2着 | 3着 | 4着以下 | 出走回数 | 勝率 | 連対率 |
| -------- | --- | --- | --- | ------- | -------- | ---- | ------ |
| 平地     | 332 | 359 | 398 | 3,954   | 5,043    | .066 | .137   |
| 障害     | 18  | 16  | 17  | 154     | 205      | .088 | .166   |
| 計       | 350 | 375 | 415 | 4,108   | 5,248    | .067 | .138   |

※数字は中央競馬成績のみ

### 主な管理馬
- ハイロータリー（1982年アラブ大賞典・秋）
- ロイヤルシルキー（1986年クイーンステークス）
- ディビーグロー（1992年東京障害特別・秋）
- サニーブライアン（1997年皐月賞、東京優駿）

## 主な厩舎所属者
※太字は門下生。括弧内は厩舎所属期間と所属中の職分。
- 前田禎（1974年-1975年 騎手）
- 本間忍（1978年-1983年 騎手）
- 大西直宏（1980年-1991年 騎手）
- 伊坂重信（2003年 厩務員）後に調教師